# ستانلي وودورد
ستانلي وودورد (بالإنجليزية: Stanley Woodward)‏ هو رئيس تحرير صحيفة أمريكي، ولد في 5 يونيو 1895 في ورسستر في الولايات المتحدة، وتوفي في 29 نوفمبر 1965.